# UCI-Mountainbike-Weltcup 1999
Beim UCI-Mountainbike-Weltcup 1999 wurden durch die Union Cycliste Internationale Weltcup-Sieger im Cross-Country, im Downhill und erstmals im Dual Slalom ermittelt.
Insgesamt wurden im Cross-Country XCO, im Downhill und im Dual Slalom jeweils acht Rennen ausgetragen.

## Cross-Country

### Frauen Elite
| Rnd | Datum        | Ort           | Erste             | Zweite              | Dritte             |
| --- | ------------ | ------------- | ----------------- | ------------------- | ------------------ |
| 1   | 28. März     | Napa Valley   | Alison Dunlap     | Gunn-Rita Dahle     | Alison Sydor       |
| 2   | 10. April    | Sydney        | Alison Sydor      | Mary Grigson        | Gunn-Rita Dahle    |
| 3   | 24. April    | El Escorial   | Margarita Fullana | Alison Sydor        | Gunn-Rita Dahle    |
| 4   | 8. Mai       | Sankt Wendel  | Paola Pezzo       | Alison Sydor        | Gunn-Rita Dahle    |
| 5   | 15. Mai      | Plymouth      | Margarita Fullana | Gunn-Rita Dahle     | Alison Sydor       |
| 6   | 26. Juni     | Big Bear Lake | Alison Sydor      | Annabella Stropparo | Caroline Alexander |
| 7   | 3. Juli      | Conmore       | Gunn-Rita Dahle   | Caroline Alexander  | Alison Sydor       |
| 8   | 5. September | Houffalize    | Margarita Fullana | Gunn-Rita Dahle     | Barbara Blatter    |

Gesamtwertung
| Platz | Name                | Punkte |
| ----- | ------------------- | ------ |
| 1     | Alison Sydor        | 1560   |
| 2     | Gunn-Rita Dahle     | 1510   |
| 3     | Annabella Stropparo | 986    |
| 4     | Alison Dunlap       | 863    |
| 5     | Caroline Alexander  | 835    |
| 6     | Margarita Fullana   | 810    |

### Männer Elite
| Rnd | Datum        | Ort           | Erster              | Zweiter           | Dritter          |
| --- | ------------ | ------------- | ------------------- | ----------------- | ---------------- |
| 1   | 28. März     | Napa Valley   | Miguel Martinez     | Cadel Evans       | Grégory Vollet   |
| 2   | 10. April    | Sydney        | Grégory Vollet      | Cadel Evans       | Jérôme Chiotti   |
| 3   | 24. April    | El Escorial   | Cadel Evans         | Bas van Dooren    | Miguel Martinez  |
| 4   | 8. Mai       | Sankt Wendel  | Filip Meirhaeghe    | Bas van Dooren    | Miguel Martinez  |
| 5   | 15. Mai      | Plymouth      | Bas van Dooren      | Christoph Sauser  | Filip Meirhaeghe |
| 6   | 26. Juni     | Big Bear Lake | Christoph Sauser    | Cadel Evans       | Patrick Tolhoek  |
| 7   | 3. Juli      | Conmore       | Thomas Frischknecht | Cadel Evans       | Miguel Martinez  |
| 8   | 5. September | Houffalize    | Christophe Dupouey  | Michael Rasmussen | Cadel Evans      |

Gesamtwertung
| Platz | Name                | Punkte |
| ----- | ------------------- | ------ |
| 1     | Cadel Evans         | 1421   |
| 2     | Miguel Martinez     | 1218   |
| 3     | Christoph Sauser    | 1104   |
| 4     | Bas van Dooren      | 1027   |
| 5     | Filip Meirhaeghe    | 830    |
| 6     | Thomas Frischknecht | 672    |

## Downhill

### Frauen Elite
| Rnd | Datum      | Ort              | Erste                  | Zweite                 | Dritte          |
| --- | ---------- | ---------------- | ---------------------- | ---------------------- | --------------- |
| 1   | 22. Mai    | Les Gets         | Anne-Caroline Chausson | Missy Giove            | Marla Streb     |
| 2   | 29. Mai    | Maribor          | Anne-Caroline Chausson | Leigh Donovan          | Katja Repo      |
| 3   | 5. Juni    | Nevegal          | Anne-Caroline Chausson | Missy Giove            | Marielle Saner  |
| 4   | 26. Juni   | Big Bear Lake    | Missy Giove            | Anne-Caroline Chausson | Marla Streb     |
| 5   | 10. Juli   | Squaw Valley     | Anne-Caroline Chausson | Mercedes González      | Katja Repo      |
| 6   | 31. Juli   | Mont Sainte-Anne | Anne-Caroline Chausson | Missy Giove            | Leigh Donovan   |
| 7   | 7. August  | Bromont          | Anne-Caroline Chausson | Katja Repo             | Marla Streb     |
| 8   | 15. August | Kaprun           | Anne-Caroline Chausson | Sari Jörgensen         | Sabrina Jonnier |

Gesamtwertung
| Platz | Name                   | Punkte |
| ----- | ---------------------- | ------ |
| 1     | Anne-Caroline Chausson | 1950   |
| 2     | Missy Giove            | 1250   |
| 3     | Katja Repo             | 1085   |
| 4     | Leigh Donovan          | 882    |
| 5     | Mercedes González      | 871    |
| 6     | Marla Streb            | 849    |

### Männer Elite
| Rnd | Datum      | Ort              | Erster           | Zweiter          | Dritter             |
| --- | ---------- | ---------------- | ---------------- | ---------------- | ------------------- |
| 1   | 22. Mai    | Les Gets         | Steve Peat       | Cédric Gracia    | Nicolas Vouilloz    |
| 2   | 29. Mai    | Maribor          | Nicolas Vouilloz | Steve Peat       | Gerwin Peters       |
| 3   | 5. Juni    | Nevegal          | Nicolas Vouilloz | Mickaël Pascal   | Steve Peat          |
| 4   | 26. Juni   | Big Bear Lake    | Shaun Palmer     | Steve Peat       | Gerwin Peters       |
| 5   | 10. Juli   | Squaw Valley     | Nicolas Vouilloz | Chris Kovarik    | David Vázquez López |
| 6   | 31. Juli   | Mont Sainte-Anne | Steve Peat       | Nicolas Vouilloz | Mickaël Pascal      |
| 7   | 7. August  | Bromont          | Nicolas Vouilloz | Mickaël Pascal   | Eric Carter         |
| 8   | 15. August | Kaprun           | Gerwin Peters    | Johan Engström   | Marcus Klausmann    |

Gesamtwertung
| Platz | Name             | Punkte |
| ----- | ---------------- | ------ |
| 1     | Nicolas Vouilloz | 1493   |
| 2     | Steve Peat       | 1276   |
| 3     | Gerwin Peters    | 1100   |
| 4     | Mickael Pascal   | 1005   |
| 5     | Cédric Gracia    | 773    |
| 6     | Shaun Palmer     | 638    |

## Dual Slalom

### Frauen Elite
| Rnd | Datum      | Ort             | Erste          | Zweite          | Dritte           |
| --- | ---------- | --------------- | -------------- | --------------- | ---------------- |
| 1   | 5. April   | Stellenbosch    | Malin Lindgren | Sari Jörgensen  | Sabrina Jonnier  |
| 2   | 24. Mai    | Nevegal         | Sari Jörgensen | Tara Llanes     | Cheri Elliott    |
| 3   | 31. Mai    | Les Gets        | Katrina Miller | Sabrina Jonnier | Helen Mortimer   |
| 4   | 21. Juni   | Big Bear Lake   | Katrina Miller | Sabrina Jonnier | Tara Llanes      |
| 5   | 28. Juni   | Snoqualmie Pass | Katrina Miller | Sabrina Jonnier | Tara Llanes      |
| 6   | 9. August  | Sierra Nevada   | Katrina Miller | Sabrina Jonnier | Lisa Sher        |
| 7   | 16. August | Kaprun          | Katrina Miller | Sari Jörgensen  | Helena Kurandová |
| 8   | 30. August | Arai            | Katrina Miller | Miwa Sakamoto   | Sari Jörgensen   |

Gesamtwertung
| Platz | Name            | Punkte |
| ----- | --------------- | ------ |
| 1     | Katrina Miller  | 300    |
| 2     | Sari Jörgensen  | 180    |
| 3     | Sabrina Jonnier | 170    |
| 4     | Lisa Sher       | 130    |
| 5     | Tara Llanes     | 130    |
| 6     | Helen Mortimer  | 100    |

### Männer Elite
| Rnd | Datum      | Ort             | Erster        | Zweiter          | Dritter        |
| --- | ---------- | --------------- | ------------- | ---------------- | -------------- |
| 1   | 5. April   | Stellenbosch    | Mike King     | Eric Carter      | Brian Lopes    |
| 2   | 24. Mai    | Nevegal         | Dave Cullinan | Harald Haslinger | Steve Peat     |
| 3   | 31. Mai    | Les Gets        | Dave Cullinan | Brian Lopes      | Shaun Palmer   |
| 4   | 21. Juni   | Big Bear Lake   | Dave Cullinan | Mike King        | John Tomac     |
| 5   | 28. Juni   | Snoqualmie Pass | Brian Lopes   | Guido Tschugg    | Will Longden   |
| 6   | 9. August  | Sierra Nevada   | Brian Lopes   | Dave Cullinan    | Scott Beaumont |
| 7   | 16. August | Kaprun          | Eric Carter   | Brian Lopes      | Dave Cullinan  |
| 8   | 30. August | Arai            | Brian Lopes   | Eric Carter      | Scott Beaumont |

Gesamtwertung
| Platz | Name           | Punkte |
| ----- | -------------- | ------ |
| 1     | Brian Lopes    | 260    |
| 2     | Dave Cullinan  | 230    |
| 3     | Eric Carter    | 150    |
| 4     | Mike King      | 115    |
| 5     | Scott Beaumont | 100    |
| 6     | Filip Polc     | 70     |